# Oxid de argint (I)
Oxidul de argint este un compus binar al oxigenului cu argintul cu formula chimică Ag2O. Este o pudră neagră sau brună. 
Este folosit la acumulator oxid de argint-zinc. Se poate produce din hidroxid de argint care e instabil.
Poate produce oxigen prin descompunere la încălzire.
1. ↑  „Oxid de argint”, 11113-88-5 (în engleză), PubChem, accesat în 19 noiembrie 2016